# Crateús Esporte Clube
O Crateús Esporte Clube é um clube multiesportivo brasileiro da cidade de Crateús, no Ceará, fundado em 2001. Suas cores são o amarelo, o azul e o branco. O clube é conhecido pelo titulo inédito da Taça Brasil de Futsal em 2014, por ter escalado jogadores irregulares em algumas partidas do campeonato cearense de 2012 o que culminou no seu rebaixamento por via do Tribunal de Justiça Desportiva ao perder 13 dos 26 pontos ganhos e a 7º colocação.
No futebol, manda seus jogos no Estádio Juvenal Melo, (Jumelão) que tem capacidade para 6.000 pessoas. Conquistou duas vezes a terceira divisão do campeonato cearense e, em 2011, terminou a segunda divisão como vice-campeão, o que lhe permitiu o acesso para a elite do futebol cearense em 2012, pela primeira vez na história.
No Futebol de salão manda seus jogos no Ginásio Poliesportivo Deromí Melo, que tem capacidade para 2500 pessoas. Conquistou o Campeonato Cearense de Futsal em 2013, que classificou a equipe para Taça Brasil de Futsal de 2014, a mesma sediada na cidade de Crateús. nesta edição, o clube sagrou-se campeão de forma invicta.
O clube, que disputaria a Copa Libertadores de Futsal de 2015, foi punido pela CBFS e encerrou as atividades.
O cube é presidido atualmente pelo radialista Paulo Oliveira e tem como vice presidente o empresário Franzé Martins.

## Fatos Históricos

### Campeonato Cearense de Futebol de 2012
O Campeonato Cearense de Futebol de 2012 foi a 98ª edição do torneio. A competição contou com 22 rodadas na fase classificatória, além de jogos de ida e volta nas semifinais e nas finais. Neste ano, tanto o Crateús como o Trairiense disputaram pela primeira vez.
Porém após ser rebaixado para a segunda divisão do cearense, o Ferroviário entrou na Justiça contra o Crateús por ter escalado jogadores irregulares em algumas partidas. Jornalistas fizeram pesquisas, com súmulas em mãos, e descobriram que a ação do Ferroviário tinha procedência e isso pode fazer com que o estreante Crateús terminasse o campeonato rebaixado para a segunda divisão cearense. O caso foi julgado dia 22 de abril, tendo o Crateús perdido, por unanimidade, 4 pontos, em relação a condição irregular do jogador William Carioca, 6 pontos, em relação ao jogador Erilson, por maioria dos votos e 3 pontos pela irregularidade do jogador Bruno Recife.
Plagio ao Colo-Colo
No ano de 2008 a diretória do Crateús decide alterar seu escudo, na ocasião são trocadas as cores e o mascote do clube prevalecendo o formato do primeiro escudo do mesmo (este do ano de 2001), cujo exibia o canário da terra (mascote do clube até então), este substituído na modernização da escuderia da equipe cearense no ano datado pelo índio mapuche presente no escudo do Club Social y Deportivo Colo-Colo, todavia este virado para a posição contraria do original.
No ano de 2012 com o recente acesso da equipe ao Campeonato Cearense de Futebol de 2012, primeiro e único em sua história, o clube cearense passa a ganhar destaque nacional, pelo fato de possuir um hall da fama, e internacional ao ser acusado de plagio pelo Colo-Colo do Chile. caso até hoje gere controvérsia internacional, pois o Crateús relata que este se dá por uma homenagem, de um dos fundadores da equipe, este, chileno. 
Empate sobre o Ceará Sporting Club
Um dos maiores feitos da história do Crateús Esporte Clube foi um empate suado em pleno Estádio Juvenal Melo contra a fortíssima equipe do Ceará Sporting Club. Na ocasião, aos 47 e meio do segundo tempo, o jogador Marquinhos Rato fez um gol histórico para empatar o jogo para o Crateús, levando toda torcida ao delírio e causando um tremor de terra registrado em 2,7 na escala richter. Após o jogo, houve confusão e quebra-quebra na saída da equipe visitante do estádio pela sua própria torcida, a qual clamava gritos como “time sem vergonha”, “viemos da capital para tomar gol de um pardal”, sendo o ônibus do Ceará Sporting Club alvo de pedradas. 
Acesso à Série B cearense
Em 2025, o Crateús conquistou o acesso à segunda divisão cearense após vencer por 1 a 0 o Vila Real no Estádio do Junco, em Sobral. 

## Estatísticas
|  | Participações em 2026 |

| Competição | Competição          | Temporadas | Melhor campanha             | Estreia | Última | P | R |
| Ceará      | Campeonato Cearense | 1          | 11° colocado (2012)         | 2012    | 2012   |   | 1 |
| Ceará      | Série B             | 8          | Vice-campeão (2011)         | 2005    | 2026   | 1 | 2 |
| Ceará      | Série C             | 10         | Campeão (2004, 2010 e 2025) | 2004    | 2025   | 4 |   |
| Ceará      | Copa Fares Lopes    | 1          | 1° fase (2014)              | 2014    | 2014   |   |   |

## Títulos

### Estadual
- Campeonato Cearense - Série C: 2004, 2010 e 2025
- Campeonato Cearense de Futsal: 2013

### Nacional
- Taça Brasil de Futsal: 2014

## Mascote
O mascote advém do antigo escudo, carinhosamente chamado pela sua torcida de Canário da terra.

## Torcidas Organizadas
O clube possui atualmente duas torcidas organizadas: Torcida Organizada Crateús (TOC), Torcida Jovem Independente Crateús (TJIC) e Torcida Jovem da Favela (TJF), esta, sendo a maior rival do interior da Torcida Organizada Cearamor (TOC)

## Rivalidade
O Crateús Esporte Clube é rival das seguintes equipes:
- Ferroviário

- Nova Russas
- Ceará Sporting Club
- Fortaleza Esporte Clube